# Már megint nem férek a bőrödbe
A Már megint nem férek a bőrödbe (eredeti cím: Freakier Friday) 2025-ös amerikai fantasy filmvígjáték, amelyet Jordan Weiss forgatókönyvéből Nisha Ganatra rendezett. A Walt Disney Pictures által gyártott film a Nem férek a bőrödbe (2003) című film folytatása, amely Mary Rodgers 1972-es regényén alapján készült. Jamie Lee Curtis, Lindsay Lohan, Mark Harmon, Chad Michael Murray, Rosalind Chao, Ryan Malgarini, Christina Vidal, Haley Hudson, Stephen Tobolowsky és Lucille Soong az eredeti filmből ismert szerepeiket alakítják újra, míg Julia Butters, Sophia Hammons, Manny Jacinto, Maitreyi Ramakrishnan és Vanessa Bayer újonnan csatlakoztak a stábhoz.
Az Amerikai Egyesült Államokban 2025. augusztus 8-án a Walt Disney Pictures, míg Magyarországon egy nappal korábban a Fórum Hungary forgalmazásában mutatták be a mozikban.

## Cselekmény
22 évvel az első film eseményei után a mára felnőtt Anna Coleman zenei producerként dolgozik, egyedülálló szülőként neveli tizenéves lányát, Harpert, akinek nevelésében alkalmanként édesanyja, Tess is segít. Az iskolában Harpert folyamatosan bosszantja új osztálytársa, a brit bevándorló Lily Reyes, aki sznob személyiségével tűnik ki. Amikor a két lány kémiaórán incidenst okoz, Annát behívják az igazgatói irodába, ahol megismerkedik Lily apjával, Eric-kel, és egymásba szeretnek. Hat hónappal később eljegyezték egymást, és a leendő mostohatestvérek elégedetlenek a helyzetükkel. Harper attól is tart, hogy édesanyja fontolóra veszi a Londonba való költözést, ugyanis Lily oda szeretne visszatérni és divatakadémiára járni, néhai édesanyja tiszteletére.
Anna lánybúcsúztatóján Anna és Tess, majd később Harper és Lily külön-külön tenyérjóslást kapnak az állítólagos médium Madame Jen-től, aki Harpernek és Lilynek is jósol a megtört életükről. Ekkor földrengés történik, amelyet csak ők négyen éreznek. Másnap reggel rájönnek, testet cseréltek: Anna Harperrel, Tess pedig Lilyvel.
A tapasztalattal rendelkező Anna és Tess azt tanácsolják Harpernek és Lilynek, inkább játszák el egymást, mintsem bárkinek is elmondják a cserélődést, amíg vissza nem változnak. Felismerve új identitásukat, amely segítene szüleiket szétválasztani, Harper és Lily hazudnak Madame Jenről, hogy ő adott nekik vagyont, ezzel késleltetve a visszafordítást. Anna és Tess iskolába mennek, és büntetésben maradnak, mert Harper és Lily ételcsatát robbantottak ki egy sütivásáron, míg Harper és Lily élvezik a felnőttkor előnyeit, és szabotázs tervet eszelnek ki az esküvő megakadályozására.
Anna ügyfele, Ella fotózásán Harper és Lily segítik a fiatal énekesnőt túljutni a közelmúltbeli szakításán. Megtudják, Anna feladta rocksztár álmait, és találnak egy szerelmes dalt, amelyet Anna valószínűleg régi középiskolai barátjáról, Jake Austinról írt. Felkeresik Jake-et, akit Harper Anna testében megpróbál elcsábítani, hogy megzavarja kapcsolatát Eric-kel, de ez kínos kudarccal végződik.
A fogdából megszökve Anna és Tess megtalálják Madame Jen-t, aki elárulja Harper és Lily sorsát, ugyanakkor figyelmezteti őket, hogy mind a négyüknek „meg kell változtatnia a szívét”, hogy visszaváltozhassanak. Eközben Harper, Anna szerepében, Eric-kel együtt elmegy egy bevándorlási interjúra, és megtudja, mennyire jól ismeri és szereti az anyját. Eric azt is elmondja, szerinte a családjuknak a legjobb lenne, ha Los Angelesben maradnának, ami miatt Harpernek kétségei támadnak a szabotázstervükkel kapcsolatban. Lily azonban továbbra is eltökélt marad. Meghívja Jake-et a próbavacsorára, és botrányt okoz Colemanék kritizálásával, ami nagy nyilvános vitához vezet. Eric úgy dönt, így nem folytathatja tovább, és lemondja az esküvőt.
Miután Tessszel őszinte beszélgetést folytattak Tess honvágyáról és édesanyja elvesztéséről, Lily kezd rájönni, hogy hibásan cselekedett. Tessként megpróbálja meggyőzni apját, hogy ne mondjon le Annáról. Ugyanakkor Anna, majd Harper is meghívást kap Ella koncertjére, ahol megtudják, Ella meghívta régi zenekarát, a Pink Slipet, hogy újra felléphessenek. Bár örül a viszontlátásnak, Anna elmondja Harpernek, soha nem bánta meg a zenei céljainak feladását, mert Harper volt a legjobb döntése, és a szerelmes dal valójában róla szól. Anya és lánya újra kapcsolatba kerülnek egymással, amikor együtt játszák el a dalt a színpadon. Tess és Lily időben érkeznek, hogy lássák ezt, és Lily boldogan kijelenti, részese akar lenni ennek a családnak. Meggondolva magukat, mindannyian visszatérnek eredeti testükbe. Eric megérkezik a koncertre, ő és Anna újra élesztik kapcsolatukat.
Másnap megrendezésre kerül az esküvő, és az összes rokon ünnepli Anna és Eric boldogságát. Egy idő után a család részt vesz Tess legújabb könyvének bemutatóján. Tess megdöbbenve veszi tudomásul, hogy Lily, miközben Tess testében volt, ajakduzzasztóval meglehetősen kellemetlen képet készített róla a könyv borítójára.

## Szereplők
| Szerep                 | Színész                  | Magyar hang        | Leírás                                                                  |
| ---------------------- | ------------------------ | ------------------ | ----------------------------------------------------------------------- |
| Tess Coleman           | Jamie Lee Curtis         | Kovács Nóra        | Anna anyja                                                              |
| Anna Coleman           | Lindsay Lohan            | Bogdányi Titanilla | Tess lánya                                                              |
| Harper Coleman         | Julia Butters            | Engel-Iván Lili    | Anna lánya és Tess unokája                                              |
| Lily Davies            | Sophia Hammons           | Rácz Hajna         | Anna leendő mostohalánya és Harper leendő mostohatestvére               |
| Eric Davies            | Manny Jacinto            | Előd Álmos         | Anna új vőlegénye, Lily apja és Harper leendő mostohaapja               |
| Ryan                   | Mark Harmon              | Forgács Péter      | Tess férje, Anna és Harry mostohaapja, valamint Harper mostoha nagyapja |
| Jake                   | Chad Michael Murray      | Szabó Máté         | Anna régi barátja                                                       |
| Ella                   | Maitreyi Ramakrishnan    | Ruszkai Szonja     |                                                                         |
| Pei-Pei                | Rosalind Chao            | Dóka Andrea        | kínai étteremtulajdonos, aki korábban segített Tessnek és Annának       |
| Madam Jen              | Vanessa Bayer            | Csuha Borbála      | Jósnő.                                                                  |
| Maddie                 | Christina Vidal Mitchell | Kis-Kovács Luca    | Anna legjobb barátnői                                                   |
| Peg                    | Haley Hudson             | Csifó Dorina       | Anna legjobb barátnői                                                   |
| Harry Coleman          | Ryan Malgarini           | Kádár-Szabó Bence  | Tess fia, Anna öccse, Ryan mostohafia és Harper nagybátyja              |
| Pei-Pei anyukája       | Lucille Soong            | Csonka Anikó       | Pei-Pei anyukája.                                                       |
| Mr. Elton Bates        | Stephen Tobolowsky       | Rosta Sándor       | Harper és Lily tanára, aki korábban Annát is tanította.                 |
| Jett                   | Jordan E. Cooper         | Penke Bence        |                                                                         |
| Blake Kale             | Elaine Hendrix           | Mezei Kitty        |                                                                         |
| Gigi                   | Chloe Fineman            | László Lili        |                                                                         |
| pickleball kommentátor | Sherry Cola              | Hermann Lilla      | Pickleball kommentátor.                                                 |

### Magyar változat
- Magyar szöveg: Blahut Viktor
- Felvevő hangmérnök: Salgai Róbert
- Vágó: Bogdán Gergő
- Gyártásvezető: Bogdán Anikó
- Szinkronrendező: Kránitz Lajos András
- Produkciós vezető: Máhr Rita

A szinkront az Iyuno Hungary készítette el.

## A film készítése
2023 májusában a Walt Disney Pictures bejelentette, hogy készül a Nem férek a bőrödbe (2003) című fantasy-vígjáték folytatása, amelyet Elyse Hollander ír, és amelyben Jamie Lee Curtis és Lindsay Lohan újra eljátsszák Tess és Anna Coleman szerepét. 2024 márciusában Lohan megerősítette, a folytatás előkészítése aktívan zajlik, és Nisha Ganatrát szerződtették a film rendezésére, a forgatókönyvet pedig Jordan Weiss írta újra. 2024 júniusában Julia Butters, Manny Jacinto, Sophia Hammons és Maitreyi Ramakrishnan csatlakozott a szereplőgárdához, Mark Harmon, Chad Michael Murray, Christina Vidal, Haley Hudson, Lucille Soong, Stephen Tobolowsky és Rosalind Chao az eredeti filmből ismert szerepeiket játszák újra. A következő hónapban Jordan E. Cooper csatlakozott a stábhoz.
A forgatás 2024. június 24-én kezdődött Los Angelesben, és augusztus 21-én fejeződött be. A film hivatalos címét Curtis és Lohan a 2024 D23 Expón jelentette be augusztus 9-én. 2025 januárjában kiderült, hogy Vanessa Bayer csatlakozott a szereplők köreihez. A kedvcsináló előzetes megjelenése után nyilvánosságra hozták, hogy Elaine Hendrix is feltűnik majd a filmben.

## Zene
2025 márciusában jelentették be, hogy Amie Doherty fogja komponálni a film zenéjét, miután korábban Ganatrával már együtt dolgozott a Pont az a dal (2020) című filmben. 2025. július 11-én a Már megint nem férek a bőrödbe kislemezeként megjelent a fiktív Pink Slip együttes „Take Me Away” című dalának új verziója. A dal egy korábbi változata a Nem férek a bőrödbe című filmben jelent meg.